# David Ruiz
David Ruiz Miguélez (Burgos, 1986) compositor, cantante y guitarrista del grupo La M.O.D.A (La Maravillosa Orquesta de Alcohol) desde marzo de 2011 cuando se fundó la banda de forma espontánea, después de que David Ruiz pasara una temporada viviendo en Dublín, donde se vio profundamente influido por la música local que se tocaba en las calles y pubs.

## Trayectoria
David Ruiz junto a su banda han ido incursionando en géneros como Folk-rock, blues, punk-rock, country, jazz, ska, música balcánica entre otros. Y en el proceso han ido ganando una base sólida de seguidores gracias a una extensa, única y diferente propuesta artística a través de los años:
En el año 2012, la revista musical independiente Mondosonoro eligió “The Shape of Folk to Come/No Easy Road” como el cuarto mejor disco de Folk nacional. En el año 2013, fueron finalistas en los Premios de la Música Independiente, dentro de la categoría “Mejor álbum de músicas del mundo”.
Publicaron siete álbumes, han tocado en países como Irlanda, Inglaterra, México, Francia, Italia, entre otros países principalmente España; Donde llegaron a tocar delante de más de 15.000 personas, quienes asistieron en el Wizink Center de Madrid.
La Maravillosa Orquesta del Alcohol son finalistas en los 6.ª Edición de los Premios de la Música Independiente en la categoría de "Canción del Año" con el tema Nómadas.
Aunque David Ruiz también tiene proyectos como solista: En 2016 inició su faceta como poeta con su primera obra publicada; 'Nubes negras' y una de sus canciones: 1932 fue elegida como la sintonía oficial de la próxima edición de Vuelta a España.
Años más tarde incursionó como solista con el alias “nostalgia.en.los.autobuses” para presentar su primer proyecto musical en solitario, contando con 8 canciones hasta el momento.

## Discografía
- 1.  Delfines.

- 2.  Las tumbas de los escritores.

- 3.  Naturaleza.

- 4.  Ojos brillantes.

- 5.  Góndolas.

- 6.  Viendo el sol salir.

- 7.  Buenos tiempos vienen.

- 8.  De lo que viví.